# Епоксидні смоли

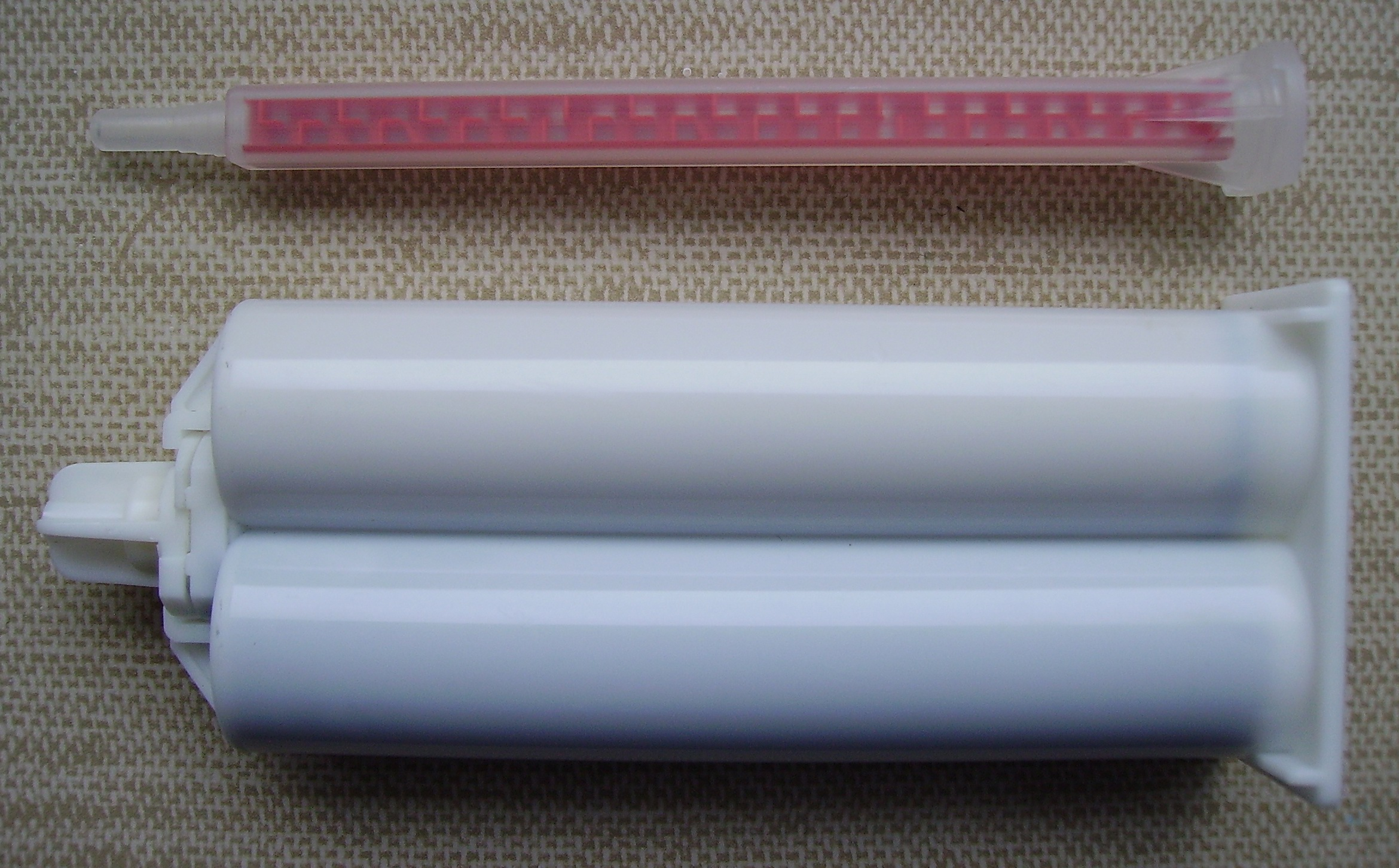
Двокомпонентна система (епоксид і затверджувач смоли в картриджах, обладнаних змішувачем)

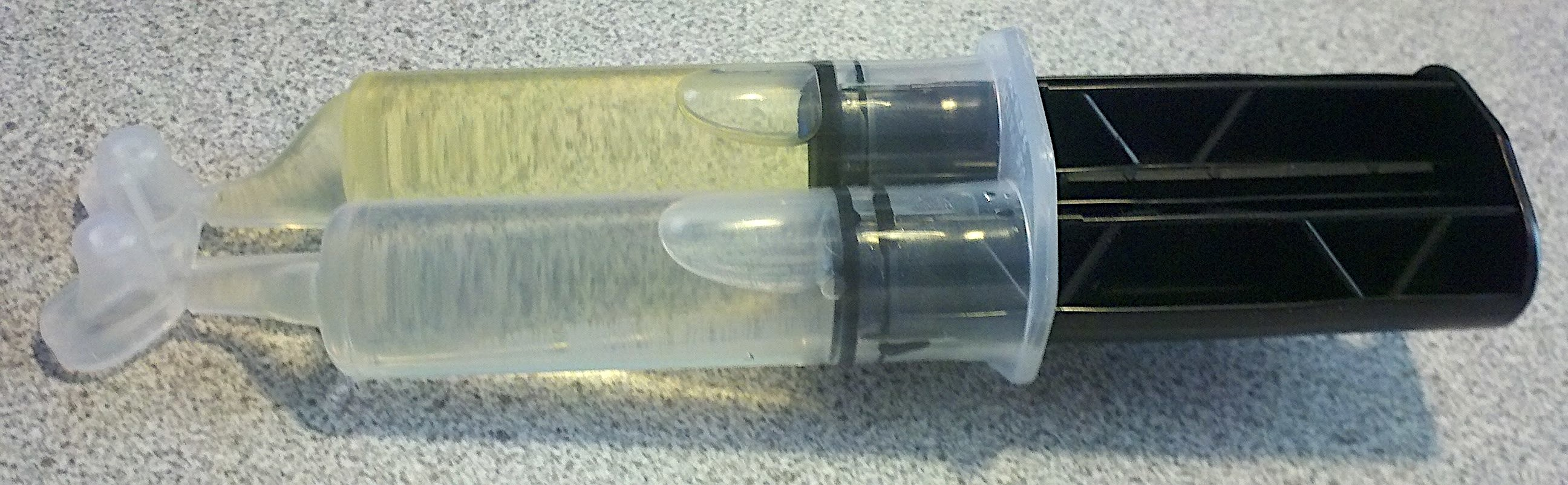
Шприц «5 хвилин» поліепоксидної смоли, який містить окремі відсіки для кожного з двох компонентів

Епокси́дні смо́ли (також поліепокси́дні смо́ли — коректніша назва) — загальний термін на позначення синтетичних термореактивних смол, що являють собою пластикові маси (композиції) епоксиду. Зазвичай їх полімеризація відбувається після додавання отверджувача з утворенням кополімеру. При цьому маса необоротно твердне за рахунок зшивання молекулярних ланцюжків, і тому стає неплавкою і нерозчинною.

## Застосування
Поліепоксидні смоли — це універсальні синтетичні продукти, вироби на основі яких характеризуються непоганими захисними, адгезійними, фізико-механічними та діелектричними властивостями. Тому такі сполуки використовують для створення захисних покриттів, клеїв, герметиків, заливних компаундів, лакофарбових виробів, армованих пластиків. Серед властивостей поліепоксидних смол — значна адгезія до металевої основи, технологічність під час формування у вигляді покриттів на довговимірних поверхнях складного профілю.
На основі поліепоксидних смол виготовляють композитні матеріали, які мають високу ремонтоздатність за рахунок неодноразового відновлення
поверхонь деталей композитами, що використовують, як покриття.
У ряді випадків поліепоксидні смоли використовують для створення найбільш відповідальних виробів.
Питома міцність і питома жорсткість багатьох епоксидних композитів у декілька разів перевищують відповідні показники найкращих сортів сталі і титану, що дозволяє ефективно використовувати їх в тих галузях техніки, в яких важливе значення має маса конструкції: авіаційній, ракетній, космічній, транспортній.
В цілях ремонту автомобілів широке застосування знаходять поширені діанові епоксидні смоли ЕД-20 і ЕД-16 з дибутилфталатом як пластифікатором, хоча такі композиції не є найкращими.
На основі епоксидної і амінової смол виготовляються двокомпонентні клеї-шпаклівки (епоксиамінні композити), які в просторіччі називають «Швидка сталь». До продажу поступають у вигляді «ковбасок», від яких достатньо відламати необхідну кількість продукту, розім'яти мокрими руками до однорідного стану і, відчувши, що суміш злегка розігрілася, зкористатись нею за призначенням. Через 15 хвилин маса починає затвердівати, а через годину її вже можна обробляти — в тому числі і напилком, свердлити.
Характеризуються доброю адгезією до металів і гірських порід; у гірничій справі застосовуються в технологіях ізоляції припливу пластових вод, кріплення привибійних зон.

### Переваги
Переваги епоксидних смол, які роблять їх незамінними зв'язуючими для високоміцних композитів: низька лінійна усадка (менше 2%); відсутність низькомолекулярних продуктів отвердження; висока адгезія, яка перевищує адгезію більшості інших смол (висока адгезія пов'язана з порівняно високою полярністю і здатністю епоксидних груп до хімічної взаємодії з поверхнею багатьох матеріалів); можливість отримання епоксидних смол у різному фізичному стані — від твердих до низьков'язких, що дозволяє використовувати різноманітні технологічні прийоми; високі механічні показники, що перевищують показники інших сітчастих полімерів; високі електричні характеристики в широкому температурному інтервалі; можливість отримання монолітних виробів і конструкцій; водо- і хімічна стійкість.

### Недоліки
До недоліків епоксидних зв'язуючих можна віднести їх високу вартість і токсичність.

## Модифікування
Для покращення деяких експлуатаційних показників виробів на основі поліепоксидних смол, а також з метою здешевлення таких виробів епоксиди модифікують як низькомолекулярними сполуками, так і полімерами.
Модифіковані епоксидні смоли поєднують в собі низку властивостей, притаманних таким сполукам. Щоб досягти потрібних властивостей, необхідно, щоб всі складові полімерної суміші, до складу яких входять модифіковані епоксидні смоли, були між собою хімічно зв'язаними.
З метою сумісності епоксидних смол з ненасиченими полімерами (олігомерами), епоксиди модифікують гідропероксидами. Синтезовані при цьому сполуки містять у своїй структурі фрагменти пероксиду й епоксидні групи. Це дає можливість використовувати їх як активні додатки полімерних сумішей на основі промислових діанових епоксидних смол і олігоестеракрилатів. Структурування епоксиолігоестерних сумішей, що містять як активний додаток модифікований гідропероксидом епоксидний олігомер, відбувається за участю як епоксидних, так і пероксидних груп. Це дає змогу підвищувати як твердість виробів, так і вміст у них гель-фракції.
Фосфати, оксид алюмінію, гідроксид алюмінію та магнію, модифіковані диметилфосфітом застосовують для підвищення вогнестійкості епоксиамінних композицій (але вони мають низьку міцність).
Для зменшення крихкості епоксидні смоли пластифікують або модифікують складними ефірами, низькомолекулярними смолами, полісульфідами і іншими з'єднаннями. В практиці виготовлення композицій застосовують пластифікатори: дибутилфталат і деякі смоли. Введення великої кількості пластифікаторів призводить до зниження теплостійкості композиції, зменшенні міцності на вигин, зниженні електричних характеристик. Кількість вмісту пластифікаторів коливається в межах 5—30% по відношенню до олігомера.
За допомогою наповнювачів, які вводять композицію, можна підвищувати теплопровідність, зменшувати усадку, збільшувати механічну міцність, змінити коефіцієнт тертя і електропровідність матеріалу. З цією метою як наповнювач застосовують порошкоподібні, тонкоподрібнені (із сталі, чавуну, алюмінію, графіту, тальку, слюди, нітриду бору, дисульфіду молібдену, двоокис кремнію і ін.) і волокнисті матеріали (скловолокно, вуглецеве волокно, бавовняні тканини).

## Отверджувачі-каталізатори
Отверджувачі бувають гарячого і холодного отвердіння. Більш реакційноздатними, ніж ПЕПА, є отверджувачі АФ-2 і УП-583, які отверджують композиції при температурах близьких до 0 °C, а також на вологих поверхнях і під водою. Отверджувачем і пластифікатором одночасно є низькомолекулярні поліамідні смоли Л-18, Л-19, Л-20.
| Зовнішній вигляд | Кристалічна маса | Гліцериноподібна темнозабарвлена рідина | В'язка темнозабарвлена рідина           | В'язка темнозабарвлена рідина              | В'язка темнозабарвлена рідина | В'язка темнозабарвлена рідина |
| Емпірична формула | С6Н6N12          | —                                       | Продукт конденсації:                    | Продукт конденсації:                       | Продукт конденсації:          | Продукт конденсації:          |
| |                  |                                         | формальдегіда і фенола з етилендіаміном | формальдегіда і фенола з диетилентриаміном |                               |                               |
| Стехіометричний коефіцієнт                                                                                                  | 0,68             | 0,60—0,65                               | 0,76                                    | 0,80                                       |                               |                               |
| Формула для виявлення кількості затвердника в масових частинах на 100 частин смоли                                          | (0,65÷0,75)К*    | (0,65÷0,70)К для ПЕПА і ГІПХ            | (1,3÷1,4)К                              | (0,65÷0,75)К                               |                               |                               |
| К* — кількість епоксидних груп в процентах (для ЕД-22 К = 23,5%, для ЕД-20 К = 22%, для ЕД-16 К = 18%, для ЕД-14 К = 15,9%. |                  |                                         |                                         |                                            |                               |                               |

Затвердником суміші може слугувати поліетиленполіамін.
Аліфатичні аміни:
- етилендіамін;
- діетилентріамін;
- триетилентетрамін;
- Ізофорондіамін.

З ароматичних амінів — метилендіанілін.
Алюмофосфат можна використовувати як модифікатор і отвердник епоксиамінних композитів і як отверджувач епоксидних олігомерів.

## Товарні продукти
- Діанова ЕД-20 — промислова епоксидна смола, олігомер на основі дигліцидилового етеру бісфенолу А з епоксидним числом (е.ч.) 20,0%.
- Декоративні епоксидні смоли Epoksar - в залежності від виду використовуються у Resin Art, виробництві стільниць, біжутерії, наливних підлогах, різноманітних виробах ручної роботи та ін.

## Здоров'я та безпека
Епоксидні смоли деякою мірою мутагенні, а в певних компонентів деяких смол виявлена й канцерогенність. Припускають, що ці властивості може проявляти й саме епоксидне кільце, оскільки воно здатне зв'язуватись з багатьма сполуками, в тому числі ДНК. Деякі смоли в деяких людей спричиняють алергію. Найчастіше спостережуваний шкідливий вплив епоксидних смол — подразнення покровів тіла. Ці смоли належать до основних причин появи професійного алергічного контактного дерматиту. Можуть спричиняти сенсибілізацію шкіри. В ролі отверджувачів епоксидних смол найчастіше використовують аміни, які теж проявляють значну токсичність та подразнюючу дію. Те ж стосується інших поширених отверджувачів — кислотних ангідридів. Токсичність епоксидних смол загалом тим вище, чим менша в'язкість та молекулярна маса.
Для роботи з епоксидними смолами необхідна добра вентиляція та рукавички, що не пропускають рідини. При забрудненні смолою рукавички слід викидати (компоненти смол часто здатні проникати крізь тонкий пластик). Не можна допускати потрапляння рідкої смоли чи отверджувача на шкіру або в очі, а також вдихання їхніх випарів. Застиглі смоли практично інертні й не проявляють жодної токсичності, якщо у них не залишилось непрореагованих мономерів. Однак невелика кількість мономерів зазвичай залишається (хоча її можна зменшити нагріванням) і при довгому контакті зі шкірою (або при потраплянні пилу смоли в легені) може спричинити подразнення.